# Рубинов, Анатолий Николаевич
Анатолий Николаевич Ру́бинов (бел. Анатоль Мікалаевіч Рубінаў; род. 15 апреля 1939, Могилёв) — советский и белорусский физик, государственный и общественный деятель. Академик Национальной академии наук Беларуси (1991; член-корреспондент с 1984), доктор физико-математических наук (1973), профессор (1980). Заслуженный деятель науки БССР (1980).

## Биография
Рубинов родился в Могилёве в семье инженера. В 1961 он окончил физический факультет БГУ, а с 1964 стал работать в Институте физики АН БССР под руководством академика Б. И. Степанова. В следующем году он защитил кандидатскую диссертацию, а в 1970 был назначен заведующим Лабораторией генерирующих органических соединений. Одновременно в 1987-98 он занимал должность заместителя директора Института по научной работе. В 2002-06 являлся Председателем Высшей аттестационной комиссии Республики Беларусь, в 2006-08 — Первым заместителем Главы Администрации Президента Республики Беларусь. 31 октября 2008 избран Заместителем Председателя Совета Республики Национального собрания Республики Беларусь. Также является Заместителем председателя Совета по взаимодействию органов местного самоуправления при Совете Республики Национального собрания Республики Беларусь, Председателем Комитета по Государственным премиям Республики Беларусь.
С 19 октября 2012 года по 16 января 2015 года Председатель Совета Республики Национального собрания Республики Беларусь пятого созыва.
Среди учеников Рубинова 5 докторов и 30 кандидатов наук.

## Научная деятельность
Научные работы Рубинова связаны с лазерной физикой, спектроскопией сложных органических соединений, биофизикой. В начале 1960-х были проведены исследования свойств рубинового и неодимового лазеров, свойств их активных сред при мощном облучении, обнаружено явление поглощения возбужденного рубина.
В 1963—64 годах Рубинов совместно с Б. И. Степановым теоретически обосновал возможность лазерной генерации на растворах органических красителей, а в 1966 эта возможность была реализована экспериментально. В дальнейшем были в подробностях изучены фотопроцессы, сопровождающие генерацию, разработаны методы накачки и плавной перестройки частоты, предприняты поиски новых органических активных сред. Результатом стало создание ряда лазеров на красителях, охватывающих весь видимый и прилегающий к нему УФ и ИК спектр. За эту деятельность в 1972 году А. Н. Рубинов, Б. И. Степанов и В. А. Мостовников были удостоены Государственной премии СССР.
Рубинов совместно с учениками провёл большую работу по исследованию свойств лазеров на красителях с распределённой обратной связью (РОС-лазеров), которые оказались дешёвыми и удобными в плане перестройки частоты устройствами для широкого круга применений. Также Рубиновым были изучены свойства нелинейного резонатора Фабри-Перо, процессы при нелинейном полном внутреннем отражении, сделан существенный вклад в усовершенствование внутрирезонаторной спектроскопии благодаря использованию лазеров на красителях.
Ряд работ Рубинова и его учеников связан со спектроскопией сложных органических молекул. Они изучили влияние флуктуационных микронеоднородностей на спектры растворов этих соединений, предложен спектроскопический метод исследования таких гетерогенных систем, развит поляризационный подход к изучению кинетики сверхбыстрых процессов (таких, как образование и разрыв межмолекулярных водородных связей в растворах). В 1994 году цикл работ «Флуктуации микроструктуры и фотофизика растворов сложных органических соединений» был удостоен Государственной премии Республики Беларусь.
Развитые спектроскопические методы были применены к исследованию возбуждённых состояний сложных молекул, а также таких надмолекулярных комплексов, как биологические мембраны. Рубинов рассмотрел влияние лазерного излучения на биообъекты (например, на эритроциты), показал возможности манипуляции ими в интерференционном лазерном поле.

## Литературная деятельность
В 2010 году вышли сборники стихов Анатолия Рубинова «Вот она, наша жизнь» и «Сердце и память». Данные издания были подвергнуты критике со стороны читателей и отдельных экспертов из-за содержания некоторых стихов.

## Награды
- Государственная премия СССР (1972)
- Государственная премия Республики Беларусь (1994)
- Орден Франциска Скорины (2000)
- Орден Отечества III степени (2014)[3]
- Медаль «За укрепление парламентского сотрудничества» (17 апреля 2014 года, Межпарламентская ассамблея СНГ) — за особый вклад в развитие парламентаризма, укрепление демократии, обеспечение прав и свобод граждан в государствах — участниках Содружества Независимых Государств[4].
- Медаль «МПА СНГ. 25 лет» (27 марта 2017 года, Межпарламентская ассамблея СНГ) — за заслуги в деле развития и укрепления парламентаризма, за вклад в развитие и совершенствование правовых основ функционирования Содружества Независимых Государств, укрепление международных связей и межпарламентского сотрудничества[5]

## Публикации
Рубинов является автором около 65 изобретений и более 300 научных работ, в числе которых:
- Б. И. Степанов, В. П. Грибковский, А. С. Рубанов, А. Н. Рубинов, Ф. К. Рутковский, А. М. Самсон. Методы расчета оптических квантовых генераторов. — Минск: Наука и техника, 1966 (том 1), 1968 (том 2).
- Б. И. Степанов, А. Н. Рубинов. Оптические квантовые генераторы на растворах органических красителей. — УФН, Т.95, № 5 (1968).
- А. Н. Рубинов, В. И. Томин. Оптические квантовые генераторы на красителях и их применение. // Радиотехника, Т. 9 (1976).
- А. Н. Рубинов. Лазеры на растворах красителей. // Проблемы современной оптики и спектроскопии. — Минск: Наука и техника, 1980.
- В. М. Катаркевич, А. Н. Рубинов, С. А. Рыжечкин, Т. Ш. Эфендиев. Малогабаритный твердотельный голографический РОС-лазер. // // Квант. электрон., Т. 21, С. 934—936 (1994).
- В. М. Катаркевич, А. Н. Рубинов, С. А. Рыжечкин, Т. Ш. Эфендиев. Перестраиваемый твердотельный РОС-лазер с повышенной стабильностью длины волны генерации. // Квант. электрон., Т. 23, С. 916—918 (1996).
- А. А. Афанасьев, А. Н. Рубинов, Ю. А. Курочкин, С. Ю. Михневич, И. Е. Ермолаев. Локализация частиц сферической формы под действием градиентной силы в интерференционном поле лазерного излучения. // Квант. электрон., Т. 33, С. 250—254. (2003).
- A.N. Rubinov. Physical grounds for biological effect of laser radiation. // J. Phys. D: Appl. Phys., V. 36, P. 2317—2330 (2003).
- S.B. Bushuk, J.V. Kruchenok, G.I. Kurilo, N.A. Nemkovich, and A.N. Rubinov. Orientation of erythrocytes in the fringes of an interference laser field. // J. Opt. A: Pure Appl. Opt., V. 7, P. 382—385 (2005).